# Partido Comunista de España (internacional)
El Partido Comunista de España (internacional) fue la denominación que tomaron dos organizaciones en España durante la década de 1970.

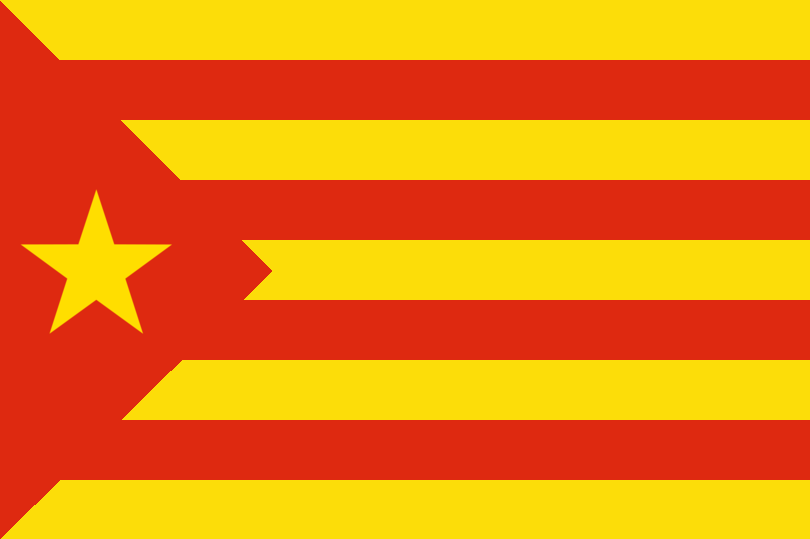
Estelada del PCE(i)

## Primer PCE(i)
Fue un partido político comunista fundado en 1967 a partir de una escisión del PCE y del PSUC. a cuyas direcciones acusaba de revisionismo, de renunciar a la revolución proletaria y aceptar postulados burgueses. Consiguió implantarse en zonas agrícolas de Andalucía y en algunas universidades. En 1968 sufrió la escisión de Bandera Roja. En 1970 sufrió una nueva escisión, que adoptó el nombre de PCE(i)-Línea Proletaria.
En 1973 formaron parte de la Asamblea de Cataluña, y en 1975 de la Junta Democrática de España. Ese mismo año cambiaron su nombre por el de Partido del Trabajo de España.

## Segundo PCE(i)
En 1975 se produjo la escisión de Línea Proletaria en Cataluña, que  recuperaría las siglas del PCE(i). A diferencia del primero, destacó para defender la independencia de Cataluña, de las islas Canarias y de las islas Baleares desde una órbita obrerista e inmigrante. Tuvo mucho eco durante los primeros años de la transición en Barcelona.
Su base ideológica era maoísta. Era partidario de la guerrilla urbana de baja intensidad, contrario a la reforma política y partidario de la independencia de Cataluña, además de la de otros territorios. Siempre mantuvo su ilegalidad. Su símbolo en Cataluña era la estelada con fondo rojo.
La influencia del PCE(i) en las calles barcelonesas fue notable debido a los altercados producidos en sus manifestaciones contra la policía antidisturbios. Empezó a declinar a raíz de la muerte por un disparo del joven militante Gustau Muñoz, acontecida en 1978 después de un enfrentamiento con la Policía en el transcurso de una manifestación. Los hechos y la responsabilidad de esta muerte nunca se aclararon.
Detrás de la muerte de Muñoz, y seguramente debido a la actuación orquestada por el Ministerio de Gobernación, el PCE(i) fue desapareciendo por la detención y la desarticulación de la mayoría de sus militantes, condenados a largas penas de prisión sin un motivo concreto.
Destaca también la muerte de otro de sus componentes, Jordi Martínez de Foix, en teoría manipulando un explosivo, a pesar de que la familia cree que fue provocado por alguien infiltrado. En su entierro, en la Parroquia de Sant Andreu, intervinieron el senador Lluís Maria Xirinacs, el padre de Jordi, gente de Socors Català, y otros compañeros de militancia. Centenares de personas se acercaron, pero encontraron la plaza y los alrededores ocupados por la Policía. La familia, para evitar más dolor, decidió anular la ceremonia, a pesar de que el cura se prestaba a realizarla. En aquellos años de gran represión sobre el PCE(i), el Ministerio de Gobernación español estaba a cargo de Rodolfo Martín Villa.